# К-125
К-125 — радянський легкий одномісний дорожній мотоцикл з двотактним двигуном, виробництва заводу імені Дегтярьова (ЗіД). Випускався з 1946 по 1951. Після модернізації 1951 року отримав індекс К-125М. Випуск мотоцикла К-125М було припинено у 1955 році у зв'язку з початком випуску моделі К-55.
| Мотоциклет | Це незавершена стаття про мотоцикли або мопеди. Ви можете допомогти проєкту, виправивши або дописавши її. |